# Mega Man (Zeichentrickserie)
Mega Man ist eine US-amerikanische Zeichentrickserie, die auf der Videospielreihe Mega Man der japanischen Softwarefirma Capcom basiert. Die Serie wurde von Ruby-Spears Productions und Ashi Productions produziert und wurde nach (nur) zwei produzierten Staffeln eingestellt.

## Handlung
Dr. Light und Dr. Wily waren einst brillante Wissenschaftler im Bereich der Roboterentwicklung, welche stets das gemeinsame Ziel verfolgt hatten, mit der Hilfe von Robotern das Leben der Menschheit zu erleichtern. Eines Tages gelingt den beiden der Durchbruch, und sie können einen Prototyp für die neue Robotergeneration fertigstellen. Als er aktiviert wird, beginnt der Roboter sofort das Labor der beiden Wissenschaftler zu zerstören. Dr. Light glaubt, dass das Problem im Computer-Steuerrungssystem begründet ist, welches Dr. Wily entwickelt hatte, und verlangt, dass Dr. Wily die Pläne für zukünftige Roboterprototypen zerstört. Aus Zorn stiehlt Wily die Pläne und verschwindet spurlos.
Jahre später präsentiert Dr. Light zusammen mit seinen Androiden Rock und Roll auf einer Robotermesse seine neue Robotergeneration mit den Modellen Guts Man, welcher auf Baustellen aushelfen soll, Cut Man, der für Gartenarbeiten verwendet werden soll und Ice Man, welcher in tropischen Gebieten für Abkühlung sorgen soll. Die Messe wird von Dr. Wily und seinem Roboter Proto Man angegriffen, da Dr. Wily alle Roboter von Dr. Light umprogrammieren will, damit diese ihm helfen, die Weltherrschaft an sich zu reißen, was ihm schlussendlich auch gelingt.
Um der Gefahr durch Dr. Wily entgegenzuwirken, lässt sich Rock von Dr. Light zu Mega Man umbauen und beginnt damit, die Welt von Dr. Wily und seinen Robot Mastern zu säubern.

## Produktion und Veröffentlichung
Obwohl Capcom bereits Anfang der 1990er Jahre drei Pilotepisoden zur Serie produzieren ließ, welche erst 2002 unter dem Titel Rockman: Hoshi ni Negai wo (ロックマン 星に願いを; engl. Titel: „Megaman: Upon a Star“) veröffentlicht wurden, entschied man sich gegen den Anime-Stil und produzierte eine Serie im 1980er-Jahre-Retro-Stil. Die Zielgruppe der Serie waren ursprünglich nur Jungen, nachdem man aber bemerkte, dass viele Mädchen die Serie nur wegen Roll einschalteten, brachte man sie während der zweiten Staffel mehr in das Rampenlicht der Serie. Am Ende der zweiten Staffel wurden auch Figuren aus den Ableger-Spielen der MegaMan-Reihe eingeführt, wie Mega Man X, Vile, Spark Mandril oder Sigma (in der Serie als Cigma geschrieben), da man plante, die Figuren eine größere Rolle in der dritten Staffel spielen zu lassen und bei Erfolg auch eine eigene „Mega Man X“-Zeichentrickserie.
Die Pläne für eine dritte Staffel und den Ableger wurden aber fallen gelassen, da Capcom Probleme mit dem Merchandisepartner Bandai hatte und nicht bereit war, weiterhin die Serie zu finanzieren.
Bisher gab es keine deutsche DVD-Veröffentlichung, allerdings gab es in den 1990er Jahren vier Kauf-VHS-Kassetten mit je zwei Folgen der Serie. In den USA ist die komplette Serie auf DVD erschienen.

## Episodenliste
| Episode   | Deutscher Titel                  | Erstausstrahlung (DE) | Originaltitel                     | Erstausstrahlung (USA) |
| --------- | -------------------------------- | --------------------- | --------------------------------- | ---------------------- |
| 01 (1-01) | Aller Anfang ist schwer          | 16. März 1996         | The Beginning                     | 11. September 1994     |
| 02 (1-02) | Elektrische Alpträume            | 23. März 1996         | Electric Nightmare                | 18. September 1994     |
| 03 (1-03) | Mega Pinocchio                   | 30. März 1996         | Mega-Pinocchio                    | 25. September 1994     |
| 04 (1-04) | Das große Beben                  | 6. April 1996         | The Big Shake                     | 2. Oktober 1994        |
| 05 (1-05) | Der Robosaurier-Park             | 13. April 1996        | Robossaur Park                    | 9. Oktober 1994        |
| 06 (1-06) | Ein Raumschiff auf Abwegen       | 20. April 1996        | Mega Man in the Moon              | 16. Oktober 1994       |
| 07 (1-07) | Ein nasses Abenteuer             | 27. April 1996        | 20,000 Leaks under the Sea        | 23. Oktober 1994       |
| 08 (1-08) | Mega Man in Kleinformat          | 4. Mai 1996           | The Incredible Shrinking Mega Man | 30. Oktober 1994       |
| 09 (1-09) | Frisch gebeamt ist halb gewonnen | 11. Mai 1996          | Bot Transfer                      | 6. November 1994       |
| 10 (1-10) | Ein eiskalter Plan               | 18. Mai 1996          | Ice Age                           | 13. November 1994      |
| 11 (1-11) | Dr. Wilys wundersame Musik       | 25. Mai 1996          | Cold Steel                        | 20. November 1994      |
| 12 (1-12) | Eine Reise durch die Zeit        | 1. Juni 1996          | Future Shock                      | 27. November 1994      |
| 13 (1-13) | Dr. Wilys seltsame Insel         | 8. Juni 1996          | The Strange Island of Dr. Wily    | 4. Dezember 1994       |

| Episode   | Deutscher Titel                     | Erstausstrahlung (DE) | Originaltitel                    | Erstausstrahlung (USA) |
| --------- | ----------------------------------- | --------------------- | -------------------------------- | ---------------------- |
| 14 (2-01) | Der Energiemeteor                   | 15. Juni 1996         | Showdown at Red Gulch            | 10. September 1995     |
| 15 (2-02) | Mega Man auf Piratenjagd            | 22. Juni 1996         | Terror of the Seven Seas         | 17. September 1995     |
| 16 (2-03) | Dr. Wilys Traummaschine             | 29. Juni 1996         | Mega Dreams                      | 24. September 1995     |
| 17 (2-04) | Angriff der Robospinne              | 6. Juli 1996          | Robo-Spider                      | 1. Oktober 1995        |
| 18 (2-05) | Der Geist aus der Kiste             | 13. Juli 1996         | Master of Disaster               | 8. Oktober 1995        |
| 19 (2-06) | Die Nacht der lebenden Robo-Monster | 20. Juli 1996         | Night of the Living Monster Bots | 15. Oktober 1995       |
| 20 (2-07) | Ein Löwe kommt selten allein        | 27. Juli 1996         | Curse of the Lion Men            | 22. Oktober 1995       |
| 21 (2-08) | Die Nacht in der der Mond abstürzte | 3. August 1996        | The Day the Moon Fell            | 29. Oktober 1995       |
| 22 (2-09) | Robouniversität                     | 10. August 1996       | Campus Commandos                 | 5. November 1995       |
| 23 (2-10) | Das Supercomputer-Hirn              | 17. August 1996       | Brain Bot                        | 12. November 1995      |
| 24 (2-11) | Proto Man wird ehrlich              | 24. August 1996       | Bro Bots                         | 19. November 1995      |
| 25 (2-12) | Der teuflische Vergnügungspark      | 31. August 1996       | Bad Day at Peril Park            | 26. November 1995      |
| 26 (2-13) | Besuch aus der Zukunft              | 7. September 1996     | Mega X                           | 3. Dezember 1995       |
| 27 (2-14) | –                                   | –                     | Crime of the Century             | 10. Dezember 1995      |

## Synchronisation
Die Serie wurde in München bei Plaza Synchron bearbeitet. Das Dialogbuch wurde von Matthias von Stegmann geschrieben, welcher auch Synchronregie führte.
| Rolle         | Englischer Sprecher | Deutscher Sprecher    |
| ------------- | ------------------- | --------------------- |
| Mega Man      | Ian James Corlett   | Matthias von Stegmann |
| Dr. Light     | Jim Byrnes          | Horst Sachtleben      |
| Roll          | Robyn Ross          | Solveig Duda          |
| Rush          | Ian James Corlett   | Michael Gahr          |
| Eddie         | Scott McNeil        | Michael Rüth          |
| Mega Man X    | Ian James Corlett   | Claus-Peter Damitz    |
| Dr. Wily      | Scott McNeil        | Benno Hoffmann        |
| Proto Man     | Scott McNeil        | Philipp Brammer       |
| Vile          | Lee Tockar          | Christian Tramitz     |
| Spark Mandril | Richard Newman      | Joscha Fischer-Antze  |
| Air Man       |                     | Oliver Stritzel       |
| Bomb Man      |                     | Peter Zilles          |
| Crush Man     |                     | Ole Pfennig           |
| Cut Man       | Terry Klassen       | Kai Taschner          |
| Drill Man     |                     | Reinhard Brock        |
| Dust Man      |                     | Gudo Hoegel           |
| Elec Man      |                     | Axel Malzacher        |
| Gemini Man    |                     | Oliver Stritzel       |
| Gravity Man   |                     | Claus-Peter Damitz    |
| Guts Man      | Garry Chalk         | Manfred Erdmann       |
| Gyro Man      |                     | Frank Muth            |
| Hard Man      |                     | Joscha Fischer-Antze  |
| Ice Man       |                     | Tobias Lelle          |
| Magnet Man    |                     | Matti Klemm           |
| Needle Man    | Jay Brazeau         | Joscha Fischer-Antze  |
| Pharao Man    |                     | Thomas Fritsch        |
| Quick Man     |                     | Claus-Peter Damitz    |
| Ring Man      | Michael Donovan     | Jakob Riedl           |
| Shadow Man    |                     | Jakob Riedl           |
| Snake Man     | Ian James Corlett   | Hans-Georg Panczak    |
| Spark Man     |                     | Gerd Meyer            |
| Toad Man      |                     | Donald Arthur         |
| Top Man       |                     | Christian Tramitz     |
| Wood Man      |                     | Tobias Lelle          |